# 스포르티브나야역 (모스크바 지하철)
스포르티브나야역(러시아어: Спорти́вная)은 모스크바 지하철 소콜니체스카야 선의 역이다.

## 역사
스포르티브나야 역은 1935년 1월 공사를 시작했다. 1935년 5월 15일에 개장했다. 역 이름은 인근에 있는 루즈니키 스타디움을 가리켜 지었다. 루즈니키 스타디움은 1956년 건설되었으며, 현재 모스크바에서 가장 큰 경기장 중 하나이다.

## 지리
스포르티브나야 역은 두 개의 출구를 가지고 있다. 북쪽 출구는 10 레티야 옥탸브리체스카야 거리로 이어지며, 남쪽 출구는 하모브니체스키 발로 이어진다.

## 환승
스포르티브나야 역에서는 모스크바 중앙 순환선의 루즈니키 역으로 하모브니체스키 발 거리를 걸어가면 환승할 수 있다. 도보로 약 2분 정도 걸린다.